# Велики Шиљеговац
Велики Шиљеговац је насељено место града Крушевца у Расинском округу, у подножју планине Јастребац, у средишту Долине Рибарске реке, на надморској висини 304 м. Према попису из 2022. има 1993 становника (према попису из 2011. било је 2382 становника).

## Општина Велики Шиљеговац
До 1965. ово насеље је било седиште општине Велики Шиљеговац коју су чинила насељена места: Беласица, Бојинце, Бољевац, Црквина, Дворане, Ђунис, Гревци, Јошје, Каоник, Ловци, Мала Река, Мало Крушинце, Петина, Пољаци, Позлата, Рибаре (заједно са Рибарском Бањом која у то време није имала статус самосталног насељеног места), Рлица, Росица, Срндаље, Сушица, Велики Шиљеговац, Велико Крушинце, Здравиње, Зебица и Зубовац. После укидања општине подручје бивше општине је у целини ушло у састав општине Крушевац.

## Историја
Први писани подаци о Шиљеговцу потичу из 1371. године у Повељи Кнеза Лазара. Име потиче од речи „шиљеже“, која се користи као назив за јагњад, с обзиром да је због специфичног рељефа и географског положаја овај простор био идеалан за бављење сточарством. У каснијим вековима, поред номада, овде су се насељавали и становници из других крајева Србије.
Стари прота Аврам Јовановић парох из места, је убијен од стране Бугара у Првом светском рату. Убијен је зверским начином на мосту на Морави и затим бачен у реку, да му се леш не нађе.
У 19. веку се у насељу прави барутана, која је касније премештена у Крушевац и данас послује у оквиру Трајал корпорације (некадашњи називи: Милоје Закић, Обилићево). Због близине Јастрепца (који је најшумовитија планина у Србији), у Шиљеговцу је направљена стругара за обраду дрвета, које је посебном пругом уског колосека допремано са Јастрепца. Наследник тог погона је данашње предузеће Савремени дом. Тада је укинута и општина која је до тада постојала у Шиљеговцу и сви административни послови прешли су у Крушевац. Основна школа у Шиљеговцу почела је са радом 27. новембра 1866. и постоји и данас.
Овде се 1876. одиграла Битка код Великог Шиљеговца.
Указом Краља од 19. марта 1926. године насеље је добило статус варошице.

## Данашњост
Као и у прошлости, и данас је главно занимање сточарство, само што више нема номадског нити екстензивног, већ се, најчешће, говеда и свиње чувају у објектима који су направљени у последњих двадесетак година. Данас се ту чува више хиљада грла. Такође је изражена производња четинара и другог украсног биља.

## Демографија
У насељу Велики Шиљеговац живи 2197 пунолетних становника, а просечна старост становништва износи 42,8 година (40,6 код мушкараца и 44,8 код жена). У насељу има 649 домаћинстава, а просечан број чланова по домаћинству је 4,13.
Ово насеље је великим делом насељено Србима (према попису из 2002. године), а у последња три пописа, примећен је пад у броју становника.
|  |

| Демографија | Демографија | Демографија |
| Година      | Становника  | Становника  |
| ----------- | ----------- | ----------- |
| 1948.       | 2.968       |             |
| 1953.       | 3.110       |             |
| 1961.       | 3.123       |             |
| 1971.       | 3.140       |             |
| 1981.       | 3.125       |             |
| 1991.       | 2.983       | 2.900       |
| 2002.       | 2.682       | 2.780       |
| 2011.       | 2.382       |             |
| 2022.       | 1.993       |             |

| Етнички састав према попису из 2002.‍ | Етнички састав према попису из 2002.‍ | Етнички састав према попису из 2002.‍ | Етнички састав према попису из 2002.‍ | Етнички састав према попису из 2002.‍ |
| ------------------------------------ | ------------------------------------ | ------------------------------------ | ------------------------------------ | ------------------------------------ |
|                                      |                                      |                                      |                                      |                                      |
| Срби                                 | Срби                                 |                                      | 2.632                                | 98,13%                               |
| Роми                                 | Роми                                 |                                      | 24                                   | 0,89%                                |
| Црногорци                            | Црногорци                            |                                      | 5                                    | 0,18%                                |
| Муслимани                            | Муслимани                            |                                      | 3                                    | 0,11%                                |
| Македонци                            | Македонци                            |                                      | 3                                    | 0,11%                                |
| Југословени                          | Југословени                          |                                      | 1                                    | 0,03%                                |
| непознато                            | непознато                            |                                      | 14                                   | 0,52%                                |

| \| \| м \| \| \| ж \| \| ? \| 2 \| \| \| 4 \| \| 80+ \| 19 \| \| \| 50 \| \| 75—79 \| 49 \| \| \| 92 \| \| 70—74 \| 68 \| \| \| 112 \| \| 65—69 \| 74 \| \| \| 84 \| \| 60—64 \| 80 \| \| \| 83 \| \| 55—59 \| 79 \| \| \| 70 \| \| 50—54 \| 125 \| \| \| 147 \| \| 45—49 \| 100 \| \| \| 95 \| \| 40—44 \| 82 \| \| \| 60 \| \| 35—39 \| 83 \| \| \| 80 \| \| 30—34 \| 87 \| \| \| 89 \| \| 25—29 \| 94 \| \| \| 79 \| \| 20—24 \| 76 \| \| \| 79 \| \| 15—19 \| 84 \| \| \| 52 \| \| 10—14 \| 80 \| \| \| 82 \| \| 5—9 \| 63 \| \| \| 58 \| \| 0—4 \| 61 \| \| \| 60 \| \| Просек : \| 40,6 \| \| \| 44,8 \| |      |  |  |      |
| |      |  |  |      |
| | м    |  |  | ж    |
| ? | 2    |  |  | 4    |
| 80+ | 19   |  |  | 50   |
| 75—79 | 49   |  |  | 92   |
| 70—74 | 68   |  |  | 112  |
| 65—69 | 74   |  |  | 84   |
| 60—64 | 80   |  |  | 83   |
| 55—59 | 79   |  |  | 70   |
| 50—54 | 125  |  |  | 147  |
| 45—49 | 100  |  |  | 95   |
| 40—44 | 82   |  |  | 60   |
| 35—39 | 83   |  |  | 80   |
| 30—34 | 87   |  |  | 89   |
| 25—29 | 94   |  |  | 79   |
| 20—24 | 76   |  |  | 79   |
| 15—19 | 84   |  |  | 52   |
| 10—14 | 80   |  |  | 82   |
| 5—9 | 63   |  |  | 58   |
| 0—4 | 61   |  |  | 60   |
| Просек : | 40,6 |  |  | 44,8 |

| Година пописа     | 1948. | 1953. | 1961. | 1971. | 1981. | 1991. | 2002. |
| ----------------- | ----- | ----- | ----- | ----- | ----- | ----- | ----- |
| Број домаћинстава | 578   | 625   | 667   | 693   | 692   | 668   | 649   |

| Број чланова      | 1  | 2   | 3  | 4  | 5  | 6   | 7  | 8  | 9 | 10 и више | Просек |
| ----------------- | -- | --- | -- | -- | -- | --- | -- | -- | - | --------- | ------ |
| Број домаћинстава | 74 | 111 | 95 | 77 | 99 | 103 | 56 | 27 | 3 | 4         | 4,13   |

| Пол    | Укупно | Неожењен/Неудата | Ожењен/Удата | Удовац/Удовица | Разведен/Разведена | Непознато |
| ------ | ------ | ---------------- | ------------ | -------------- | ------------------ | --------- |
| Мушки  | 1.102  | 238              | 781          | 69             | 13                 | 1         |
| Женски | 1.176  | 128              | 795          | 225            | 23                 | 5         |
| УКУПНО | 2.278  | 366              | 1.576        | 294            | 36                 | 6         |

| Пол    | Укупно                    | Пољопривреда, лов и шумарство | Рибарство                            | Вађење руде и камена | Прерађивачка индустрија       |
| ------ | ------------------------- | ----------------------------- | ------------------------------------ | -------------------- | ----------------------------- |
| Мушки  | 672                       | 407                           | 0                                    | 1                    | 94                            |
| Женски | 549                       | 430                           | 0                                    | 0                    | 24                            |
| Укупно | 1.221                     | 837                           | 0                                    | 1                    | 118                           |
|        |                           |                               |                                      |                      |                               |
| Пол    | Производња и снабдевање   | Грађевинарство                | Трговина                             | Хотели и ресторани   | Саобраћај, складиштење и везе |
| Мушки  | 13                        | 23                            | 50                                   | 9                    | 12                            |
| Женски | 0                         | 0                             | 24                                   | 9                    | 1                             |
| Укупно | 13                        | 23                            | 74                                   | 18                   | 13                            |
|        |                           |                               |                                      |                      |                               |
| Пол    | Финансијско посредовање   | Некретнине                    | Државна управа и одбрана             | Образовање           | Здравствени и социјални рад   |
| Мушки  | 1                         | 6                             | 7                                    | 23                   | 14                            |
| Женски | 5                         | 1                             | 1                                    | 22                   | 29                            |
| Укупно | 6                         | 7                             | 8                                    | 45                   | 43                            |
|        |                           |                               |                                      |                      |                               |
| Пол    | Остале услужне активности | Приватна домаћинства          | Екстериторијалне организације и тела | Непознато            | Непознато                     |
| Мушки  | 11                        | 0                             | 0                                    | 1                    | 1                             |
| Женски | 2                         | 0                             | 0                                    | 1                    | 1                             |
| Укупно | 13                        | 0                             | 0                                    | 2                    | 2                             |

## Споменици културе
- Храм Светог Архангела Гаврила - подигнута је 1884. године, у време београдског митрополита Петра Јовановића. Освећена је 25. марта 1846. године од стране архијерејског намесника Јосифа Поповића. Антимис је осветио епископа жичког Василије. Поред Цркве подигнута је звонара 1975. године. Црквена сала подигнута је 1980. године, саграђена због потреба верног народа, а на месту старе парохијске куће подигнута нова, која је завршена 2014 године.[6]
- Храм покрова пресвете Богородице - подигнута је 1934. године. Освећена је 1980. године од стране епископа нишког Иринеја, када је у потпуности реновирана. Тренутно у фази фрескописања. Поред храма се налази парохијска сала подигнута 1975. године и звонара која је подигнута исте године.[6]
- Храм Свете Петке - Црква је саграђена 2010. године, када је и освећена од стране архијерејског намесника ћићевачког, протојереја - ставрофора Слободана Крстића. Антимис је освећен 2010. године од стране епископа нишког Иринеја. Поред Храма налази се парохијска сала грађена у периоду од 2000. до 2010. године. Освећена је од стране архијерејског намесника ћићевачког протојереја- ставрофора Слободана Крстића.Звоник је подигнут 2008. године.[6]
- Храм Светих апостола Петра и Павла - првобитна Црква подигнута је 1946. године. На тим темељима 1985. године подигнута нова Црква. Црква није освећена. Поред Цркве се налази парохијска сала која је из 2004. године и звонара подигнута 2011. године.[6]
- Споменик палим борцима у Првом светском рату - у самом центру села, на централном кружном тргу, налази се споменик посвећен борцима у Првом светском рату. На самом споменику налази се и мермерна плоча са именима и презименима бораца које су животе дали у борби 1912 - 1918. године. Део композиције споменика сачињен је од топовских ђулади који се налазе са леве и десне стране самог споменика. Споменик се редовно одржава, такође је у новијој реконструцији поплочан.
- Споменик Народноослободилачкој борби у Другом светском рату - мало даље у центру села смештен је и спомен парк борцима који су животе дали у периоду од 1941 - 1945 године. НА самом споменику налазе се мермерне табле са именима и презименима погинулих бораца. Саму композицију споменика сачињава и чесма. Споменик се редовно одржава.

## Галерија
- Споменик погинулим борцима у НОБ-у